# EnGarde Secure Linux
EnGarde Secure Linux war eine eigenständig entwickelte Linux-Distribution für Server. Sie wurde als besonders sicheres Betriebssystem entworfen und setzte dabei auf SELinux.
Das System kann optional komplett über eine SSL-verschlüsselte Web-Schnittstelle konfiguriert werden. Es stellt relativ niedrige Systemanforderungen, die Entwickler geben lediglich einen Intel-Pentium-Prozessor, 32 MiB Arbeitsspeicher und eine 2-GB-Festplatte an.
Das System wird seit 1999 entwickelt, eine erste Version erschien 2001. Nach eigener Aussage ist es die weltweit erste Open-Source-Sicherheitslösung.
Ursprünglich basierte EnGarde Secure Linux auf Red Hat Linux, heute wird es jedoch eigenständig weiterentwickelt.